# Conospermum brachyphyllum
Conospermum brachyphyllum är en tvåhjärtbladig växtart som beskrevs av John Lindley. Conospermum brachyphyllum ingår i släktet Conospermum och familjen Proteaceae. Inga underarter finns listade i Catalogue of Life.